# Eddy Mazzoleni
Eddy Mazzoleni, né le 29 juillet 1973 à Bergame (Lombardie), est un coureur cycliste italien, professionnel de 1996 à 2007.

## Biographie
Passé professionnel en 1996, Eddy Mazzoleni s'est révélé un peu tard dans sa carrière en tant que grimpeur et outsider. 
Lors de la saison 2000, il participe en juin au Tour de Suisse qui sert notamment de course de préparation pour le Tour de France à son leader, le Français Richard Virenque. Il s'échappe à six kilomètres de l'arrivée à Ulrichen lors de la 6e étape avec ses deux compatriotes Dario Frigo et Wladimir Belli (Fassa Bortolo) et s'impose au sprint devant ses deux compagnons de fugue. Il remonte à cette occasion à la seconde place du classement général à seulement treize secondes du leader, l'Allemand Jan Ullrich (Deutsche Telekom). C'est la seconde victoire d'étape de son équipe après celle de Pascal Hervé deux jours plus tôt. Il perd cependant du temps ensuite lors des 8e et 9e étape pour terminer 13e du classement général final.
Il se distingue sur le Tour de France 2005 en tant que leader de son équipe, la Lampre. En 2006, il a joué son rôle d'équipier dans la montagne pour son leader Andreas Klöden. En 2007, il termine pour la première fois sur le podium d'un grand tour en prenant la troisième place du Tour d'Italie.

## Palmarès

### Palmarès amateur
- 1991
  -  Médaillé de bronze du championnat du monde sur route juniors
- 1994
  - Gran Premio Delfo
  - Trophée Taschini
  - 1re étape du Tour des régions italiennes
  - 2e du Tour des régions italiennes
  - 9e du championnat du monde sur route amateurs
- 1995
  - 4e étape du Tour des régions italiennes
  - Trophée Bettoni
  - 7e étape du Regio-Tour
  - Classement général du Tour de la Nouvelle-Calédonie

### Palmarès professionnel
- 1996
  - Prologue du Tour du Portugal (contre-la-montre par équipes)
- 1998
  - 2e du Trofeo Laigueglia
  - 3e du Tour de la province de Reggio de Calabre
  - 3e du Tour de Calabre
- 1999
  - 3e du Tour de Lombardie
- 2000
  - 3ea étape du Tour de Romandie
  - 6e étape du Tour de Suisse
  - 2e du Tour des Apennins
- 2001
  - 2e de la Klasika Primavera
  - 3e de la Coppa Placci
  - 3e du Grand Prix de l'industrie et du commerce de Prato
  - 3e de Milan-Turin
- 2002
  - 2e du Trofeo Laigueglia
  - 9e du Tour de Romandie
- 2003
  - 9e de Liège-Bastogne-Liège
  - 10e de la Flèche wallonne
  - 10e du Tour d'Italie
- 2004
  - 2e de la Klasika Primavera
  - 2e de Milan-Turin
  - 7e du Tour de Lombardie
  - 10e de Paris-Tours
- 2005
  - Tour de Vénétie
  - 3e de la Classique de Saint-Sébastien
- 2006
  - 9e du Tour d'Allemagne
- 2007
  - 3e du Tour d'Italie

## Résultats sur les grands tours

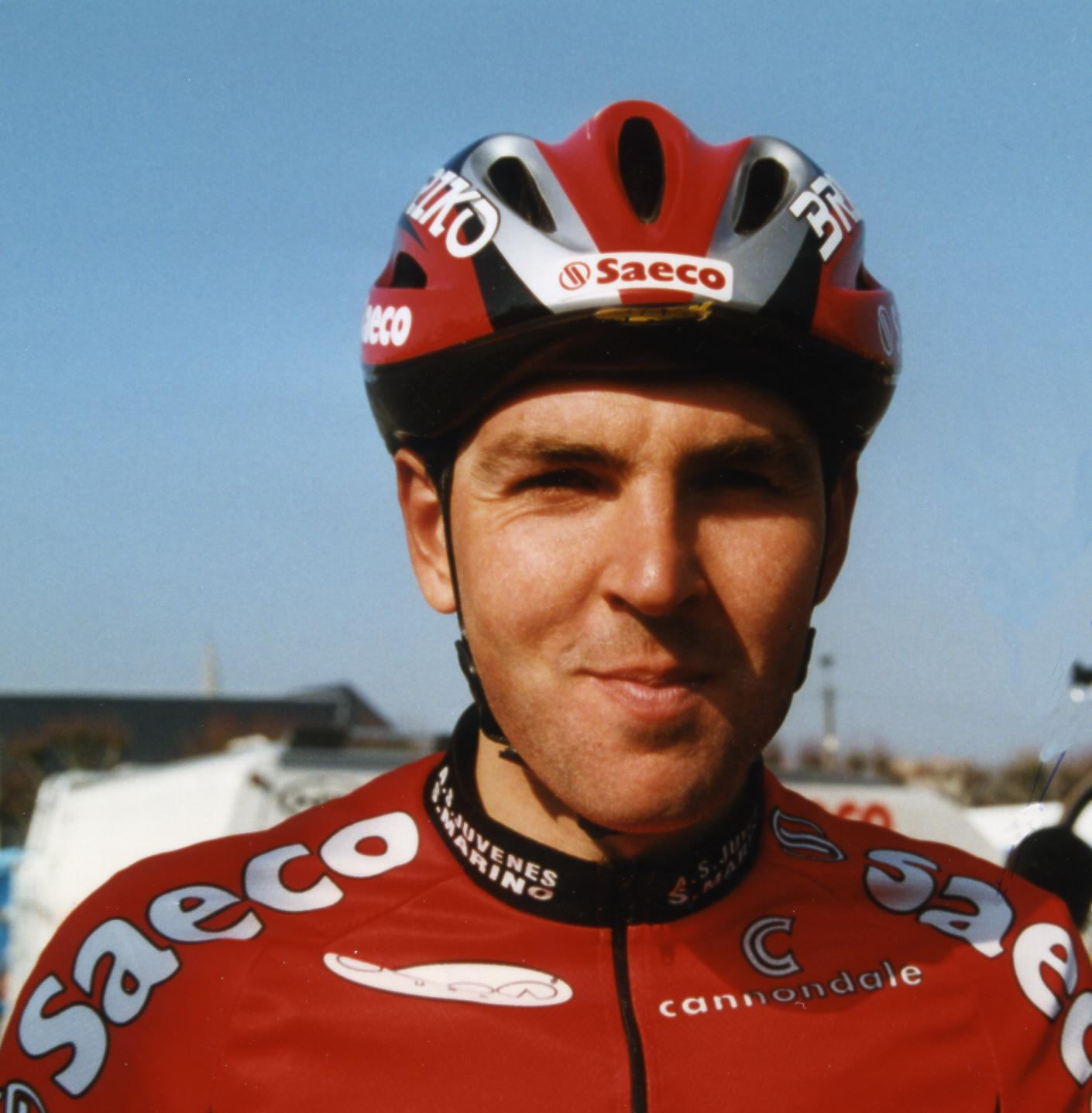
Lors de Paris-Nice 1997

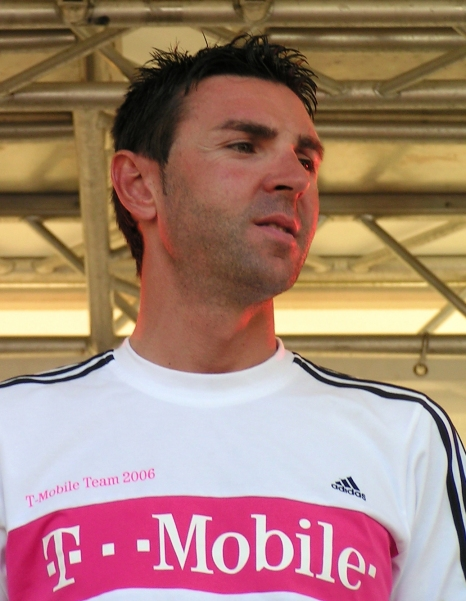
Eddy Mazzoleni au Tour d'Allemagne 2006

### Tour de France
5 participations
- 1998 : 71e
- 2002 : 70e
- 2003 : abandon (9e étape)
- 2005 : 13e
- 2006 : 27e

### Tour d'Italie
5 participations
- 2000 : 55e
- 2002 : 15e
- 2003 : 10e
- 2004 : 21e
- 2007 : 3e

### Tour d'Espagne
4 participations
- 1996 : abandon (15e étape)
- 1997 : abandon (2e étape)
- 1999 : 60e
- 2004 : 70e